# 鈍器

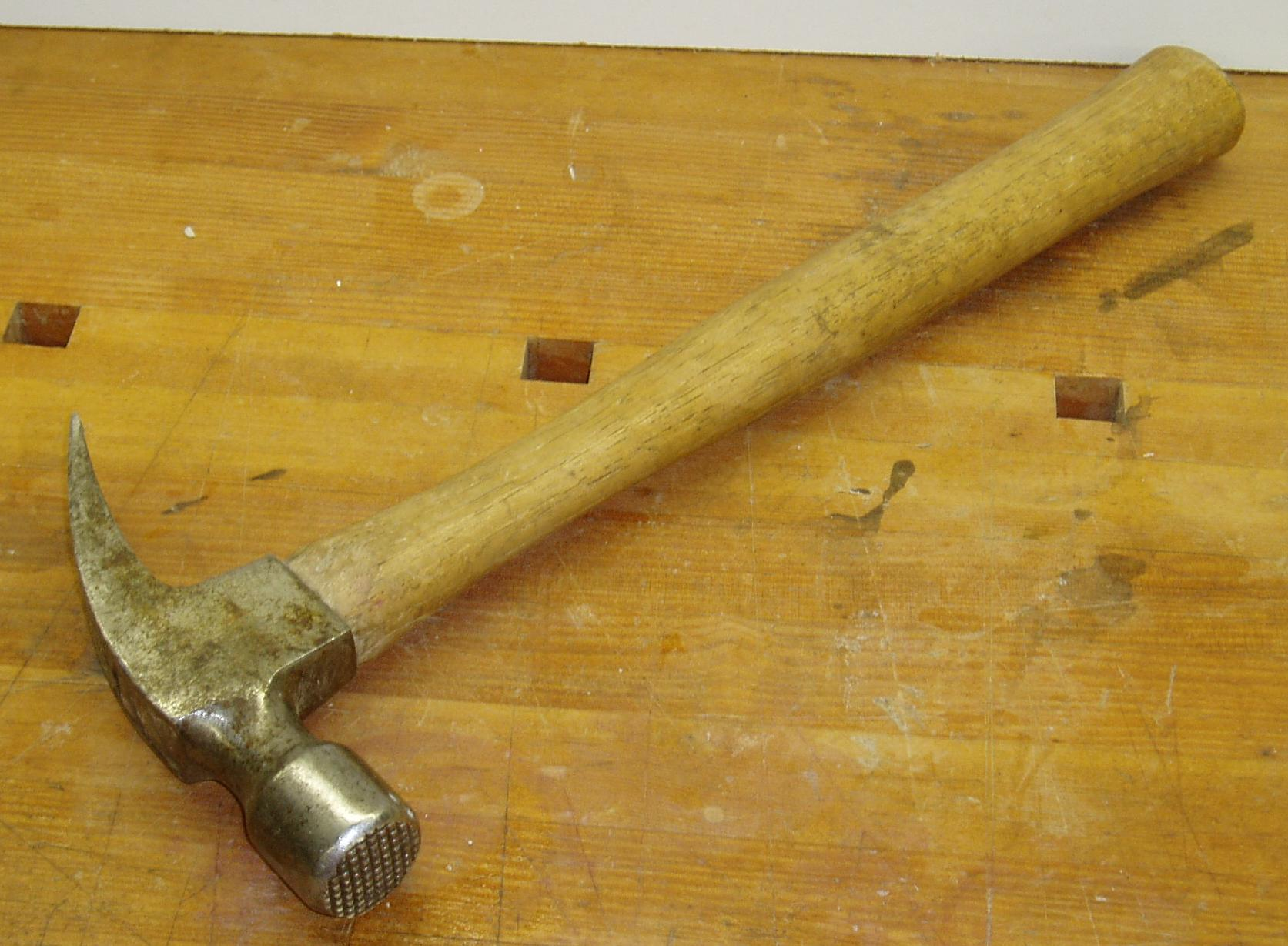
槌は鈍器

鈍器（どんき、英語: blunt instrument）とは、刃は付属していないが固く重みのある金槌や棒などのような器具。多くは凶器として使われる際に言われるため、代替と成りうる物体（家具など）の総称とすることもある。また、鋭利でない刃物も含む。

## 概要
刃がないだけに表面を鋭く切り裂く能力はないが、相手を傷つけ内部を粉砕する能力がある武器として用いることができる。
重たいものをぶつけるのは相手にダメージを与えるという意味ではそれなりに重要なものであり、その意味では鈍器は武器として有意義である。特に、刃がないことは、うかつに触れても自分自身が負傷しないことを保証するものであり、素人にとっての扱いやすさを保証する。鈍器としての性質を利用した純粋な武器としては鎚矛（メイス）などが挙げられる。
RPGなどのファンタジー作品においては、無闇な殺生を禁じる戒律などの宗教上の理由から刃物を持つことができない僧侶の武器として設定されることが多い。また、重量のある書籍を比喩的に鈍器と称する例もある。